# Сонячний день. Весна
«Сонячний день. Весна» (рос. Солнечный день. Весна) — картина російського художника Ісаака Левітана (1860—1900), написана в 1876—1877 роках. Картина є частиною приватного зібрання. Розмір картини — 53 × 40,7 см. Ця картина — одна з перших робіт Левітана.

## Історія
На час написання цієї картини Левитану було 16-17 років. Він навчався в Московському училищі живопису, скульптури та зодчества, де його вчителем живопису був відомий художник-пейзажист Олексій Саврасов. Мистецтвознавець Володимир Петров писав:
|  | Справді, хоча заняття з Саврасовим були доброчинні для багатьох, саме в Левітані він знайшов найбільш споріднену натуру, і не випадково говорили, що тільки йому Саврасов передав «таємницю мотиву». Чуйність до пейзажної лірики вчителя і його спадщини визначила багато якостей перших робіт Левітана. Так, дуже близька до саврасовських пейзажів картина «Сонячний день. Весна» (1877) — зображення затишного сільського куточка, де під деревами, серед кущів, поруч з хатою і сарайчиком копаються в покритій новонародженою травою землі курки. |

## Опис
Картина являє собою сільський пейзаж з двома дерев'яними будиночками, які оточені березами й іншими деревами. На траві під деревами ходять і копаються в землі кури.